# Базидия

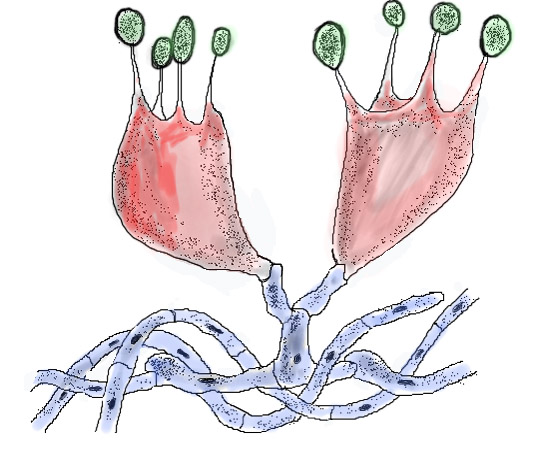
Рисунок двух базидий (показаны красным цветом) с базидиоспорами (показаны зелёным)

Бази́дия — специализированная структура полового спороношения грибов-базидиомицетов. Базидии представляют собой утолщённые терминальные (концевые) клетки дикариотических гиф или многоклеточные структуры. У экзобазидиальных грибов, не образующих плодовых тел, они формируются в гимении плодовых тел или непосредственно на мицелии; у головнёвых и ржавчинных грибов базидии возникают из крупных бесполых спор, называемых телиоспорами, телейтоспорами или пробазидиями.
Основное отличие базидий от асков — аналогичных спороносящих структур у аскомицетов — экзогенное (наружное) образование спор (базидиоспор), в то время как аски продуцируют споры (аскоспоры) эндогенно (внутри). Базидиоспоры образуются на концах узких выростов — стеригм, и после созревания отрываются от них.
Термин базидия (фр. baside, лат. basidium) введён в 1837 году Ж.-А. Левейе в работе «Recherches sur l’hymenium des champignons», опубликованной в 8 томе издания «Annales des sciences naturelles»; ранее для базидий и асков использовалось общее наименование тека. Наличие базидий послужило основанием для выделения особого раздела грибов. В 1846 году Ж.-А. Левелье назвал эти грибы Basidiospori, в настоящее время они составляют отдел Базидиомикота (Basidiomycota).
Базидии очень разнообразны по строению, их признаки длительное время использовались в систематике для выделения крупных таксонов базидиомицетов — в XX веке эту группу грибов рассматривали как класс, который разделяли на два или три подкласса в зависимости от наличия одноклеточных холобазидий или разделённых септами фрагмобазидий или гетеробазидий.
В старой литературе «базидиями» также называли некоторые элементы бесполого (конидиального) спороношения — конидиеносцы или фиалиды, в таком смысле термин более не используется.

## Строение
В морфологии базидий выделяют три основные части:
- тело, которое может быть одноклеточным или состоять из нескольких клеток — гаплоцитов;
- стеригмы — узкие выросты, число которых равно числу производимых базидией спор;
- базидиоспоры[5].

Стеригмы обычно имеют форму узкого конуса, часто расположены на верхушке цилиндрической или булавовидной базидии, но могут образовываться и на боковых поверхностях. У многоклеточных базидий каждый гаплоцит формирует одну стеригму.
В терминах, обозначающих различные части или стадии развития базидии, у разных авторов существовали значительные расхождения. Эта терминология была пересмотрена в 1973 году П. Талботом и в 1988 году Х. Клеменсоном, которые предложили использовать нижеследующие определения (главным образом соответствующие терминологии М. А. Донка [1931, 1954]).
- Пробазидия (первичная базидиальная клетка, пробазидиальная циста) — морфологическая часть или стадия развития, в которой происходит кариогамия (слияние двух ядер дикариона). У В. Нойхоффа (1924), Д. Ф. Роджерса (1934), Дж. Мартина (1938) этой структуре соответствует термин гипобазидия. Пробазидия соответствует телиоспоре ржавчинных грибов (Pucciniales).
- Метабазидия — морфологическая часть или стадия развития, в которой осуществляется мейотическое деление ядра. У Нойхоффа, Роджерса, Мартина (1938) метабазидии соответствует термин эпибазидия, рекомендуемый «Словарём грибов» для обозначения стеригмы, а согласно Мартину (1957) метабазидия вместе с пробазидией составляют гипобазидию. Для случаев, когда метабазидия включает остаток пробазидии, удалённая от него функционирующая часть может называться париобазидией.
- Стеригма — вырост метабазидии, состоящий из протостеригмы (Донк), или эпибазидии (Мартин, 1957) — узкой или вздутой базальной части и спикулюма, или собственно стеригмы — апикального (концевого) выступа, несущего базидиоспору[7].

Базидиоспоры обладают билатеральной симметрией и дорсовентрально несимметричны, то есть имеют более выпуклую дорсальную сторону и уплощённую вентральную. Для большинства грибов характерна адаксиальная ориентация спор относительно оси базидии, то есть дорсальными поверхностями они повёрнуты наружу, противоположная абаксиальная ориентация встречается значительно реже.

## Формирование и развитие
Известно три типа образования базидий.
- Пряжкой. Пряжки в основании базидий, как и в других частях мицелия, служат для распределения ядер делящегося дикариона между формирующейся пробазидией и её клеткой-ножкой.
- Почкованием. Некоторые виды не имеют пряжек, и базидии возникают из концевых клеток гиф или их ответвлений.

Сходные и близкородственные виды могут отличаться способностью образовывать пряжки и участием пряжек в образовании базидий, такие различия могут проявляться между разными видами одного рода. Например, у Paullicorticium pearsoni пряжки полностью отсутствуют, у Paullicorticium anasatum имеются только в основаниях базидий, а у Paullicorticium allantosporum пряжки образуются возле каждой септы гиф мицелия, в том числе при базидиях.
- Пробазидиальный. Пробазидия может представлять собой отросток терминальной клетки гифы, не отделённый септой, например, у Helicogloea lagerheimii из класса Pucciniomycetes. Дикарион перемещается в этот отросток и здесь происходит кариогамия, затем диплоидное ядро вместе с клеточной плазмой возвращается в растущую гифу, которая развивается в метабазидию. У других видов пробазидия может формироваться как вздутая толстостенная клетка гифы, которая после кариогамии прорастает метабазидией. В метабазидию перемещается диплоидное ядро и здесь осуществляется мейоз и образование спор, а пробазидия остаётся безъядерной. У ржавчинных и головнёвых грибов пробазидиями служат телиоспоры.

У гименомицетов терминальные клетки гимениальных гиф формируют базидиолы — клетки, сходные с базидиями, но не имеющие стеригм. Базидиолы могут иметь некоторый период покоя, после которого в них осуществляется кариогамия и мейоз, а затем формируются стеригмы и споры. В этом случае пробазидия и метабазидия являются стадиями развития, а не морфологическими частями базидии.

## Спорогенез и отделение спор
После мейотического деления диплоидного ядра базидии и происходящего затем у некоторых видов митоза на концах стеригм образуются споровые пузыри с растянутыми стенками, в которые переходят обычно по одному дочернему ядру и часть цитоплазмы, затем формирующаяся спора покрывается плотной оболочкой.
«Типичными» базидиями считаются четырёхспоровые, то есть такие, у которых не происходит митоз, и 4 ядра, образовавшиеся в результате мейоза, формируют споры. Четырёхспоровые базидии, однако, могут образовываться и при осуществлении дополнительного митотического деления дочерних ядер, в этом случае 4 из 8 ядер дегенерируют.
Многоспоровые (мультиспоровые) базидии образуются у видов, для которых характерен постмейотический митоз всех или части дочерних ядер, и все ядра после этого формируют споры. Известны 6-споровые (например, у Botryobasidium) и 8-споровые (Sistotrema и другие) базидии; если митоз происходит два или три раза, возникают 16-споровые и 32-споровые (Agaricostylbum) базидии. Существуют также нетипичные базидии, обладающие неограниченным ростом и образующие неопределённое количество (несколько десятков) спор (Graphiola, Mixia). У некоторых видов базидиоспоры способны к почкованию после созревания, но ещё до отделения их от базидии.
Двуспоровые (биспоровые) базидии могут образовываться по одному из трёх известных механизмов.
1. Дочерние ядра сразу объединяются в дикарионы и образуют две дикариотические споры, поэтому стадия монокариотического (первичного) мицелия у таких грибов отсутствует. Такой механизм характерен для шампиньона двуспорового (Agaricus bisporus). Шампиньон двуспоровый и другие виды со сходным жизненным циклом называют псевдогомоталлическими, их мицелий, проросший из единственной споры (моноспоровый изолят), способен к образованию плодовых тел без осуществления плазмогамии с мицелием-партнёром[11].
2. Два из четырёх гаплоидных ядер дегенерируют и не формируют споры. Этот механизм наблюдается у Agrocybe erebia, Athelia epiphylla.
3. Четыре ядра осуществляют митоз, но из полученных 8 ядер только два образуют монокариотические споры (у клавулины гребенчатой (Clavulina cristata), вороночника рожковидного (Craterellus cornucopioides)) или 4 ядра образуют дикариотические споры (Mycena viscosa, Mycena vitilis), а остальные ядра дегенерируют.

У многих видов грибов наряду с чётноспоровыми базидиями в гимении встречаются аберрантные базидии с нечётным числом спор — 3 (у белого гриба (Boletus edulis)), 5 (Навозник белоснежный (Coprinopsis nivea)) или 7 (Лисичка обыкновенная (Cantharellus cibarius)). Предполагают, что такие аберрации вызываются дегенерацией одного из ядер в результате проявления в гаплоидном состоянии летальных аллелей.
Отделение базидиоспор чаще всего происходит активно, они отстреливаются от стеригмы обычно на расстояние 0,1—0,3 миллиметра, то есть достаточное для того, чтобы попасть в просвет трубочки или между пластинками гименофора, затем спора падает и уносится потоком воздуха. Для гастеромицетов, очевидно, активное отделение спор не имеет смысла, и у них механизм отстреливания редуцирован. Базидиоспоры, отделяющиеся активным способом, называют баллистоспорами, а отделяющиеся пассивно — статисмоспорами. Вместе со спорой может отделяться и часть стеригмы, которая служит для увеличения летучести споры.
В основании споры при её созревании образуется гликопротеиновая пробка (англ. plug), с двух сторон ограниченная линзовидными перегородками, сформированными клеточной стенкой — крышечкой (англ. lid) и шапочкой (англ. calotte). Пробка набухает от влаги, содержащейся в воздухе, и её содержимое выделяется через отверстие, называемое лат. punctum lacrimans (букв. плакучая точка). На поверхности в основании споры образуется вязкая апикулярная капля, или капля Буллера, вначале покрытая растягивающимся внешним слоем клеточной стенки стеригмы. Одновременно поверхность споры покрывается тонким слоем конденсирующейся из воздуха влаги, или отдельными капельками. В момент, когда капля Буллера сливается с поверхностной водяной плёнкой, происходит резкое смещение центра масс, что и приводит к отрыву и отстреливанию баллистоспоры. Спора приобретает начальную скорость 30—60 см/сек и преодолевает расстояние до центра просвета гименофора (или несколько меньшее) за 2—3 миллисекунды.

## Классификация
Базидии классифицируют в зависимости от положения их по отношению к генеративной гифе, особенностей онтогенеза, наличия или отсутствия септ внутри базидии (другими словами — разделена ли базидия на гаплоциты) и от ориентации веретён деления ядер при мейозе по отношению к продольной оси базидии.

### Принципы классификации
По положению относительно оси генеративной гифы выделяют три типа базидий.
- Апикальные базидии образуются из терминальной клетки гифы и расположены параллельно её оси.
- Плевробазидии образуются из боковых отростков и расположены перпендикулярно оси генеративной гифы, которая продолжает расти и может образовывать новые отростки с базидиями.
- Подобазидии образуются из бокового отростка, повёрнутого перпендикулярно к оси генеративной гифы, которая после формирования одной базидии прекращает свой рост[15].

В зависимости от дальнейшего развития базидиолы базидии делят на два типа.
- Гомобазидии образуются непосредственно из базидиолы после осуществления в ней кариогамии и мейоза. Тело гомобазидии фактически представляет собой созревшую базидиолу.
- Гетеробазидии образуются путём прорастания базидиолы (пробазидии) после кариогамии, а мейоз осуществляется в новой сформированной структуре — метабазидии. Метабазидия может состоять из 2 или 4 отдельных выростов — протостеригм, каждая из которых формирует одну стеригму (спикулюм). Тело гетеробазидии, таким образом, состоит из двух частей — пробазидии и метабазидии[15].

В зависимости от наличия или отсутствия септ также выделяют два типа.
- Холобазидии, или голобазидии — одноклеточные.
- Фрагмобазидии разделены септами, обычно на четыре гаплоцита.

Считается, что гетеробазидии являются эволюционно более ранним типом спороношений, чем голобазидии. Септы в базидии не выполняют каких-либо важных функций, поэтому в ходе эволюции они постепенно редуцируются. Известны переходные базидии с частичными перегородками.
Ещё на два типа базидии разделяют в зависимости от расположения ядер после второго деления мейоза.
- У стихических, или стихобазидий веретено первого деления мейоза расположено в плоскости, параллельной продольной оси метабазидии. Веретена второго мейотического деления могут иметь различное расположение, но все дочерние ядра никогда не бывают в верхней части базидии.
- У хиастических, или хиастобазидий оба этапа мейоза происходят в верхней части и на обоих этапах веретена деления перпендикулярны продольной оси метабазидии[17].

В результате у стихических фрагмобазидий септы разделяют метабазидию в поперечном направлении, а у хиастических — в продольном. У некоторых грибов (Exobasidium, Tilletia) хиастические базидии могут после мейоза разделяться поперечными септами, но в таком случае в спорообразовании принимает участие только верхняя клетка. Такие базидии относят к холо-типу. Стихобазидии считаются архаичными структурами. На ранних стадиях развития они сходны с асками и происходят, вероятно, от спороношений, которые были свойственны общим предкам аскомицетов и базидиомицетов. Споры у стихобазидий находятся в неравных условиях — верхним оказывается проще покинуть плодовое тело, чем нижним. Поэтому такие базидии могут иметь изогнутую Г-образную форму, но полностью преодолевается этот нежелательный эффект только при переходе к хиастобазидям.

### Основные типы
Объединяя указанные выше принципы классификации, выделяют семь основных типов базидий.
1. Agaricus-тип — хиастические гомо-холобазидии;
2. Tulasnella-тип — хиастические гетеро-холобазидии;
3. Tilletia-тип — хиастические гетеро-холобазидии, образующиеся из телиоспор;
4. Tremella-тип — хиастические гетеро-фрагмобазидии;
5. Auricularia-тип — стихические гомо-фрагмобазидии;
6. Septobasidium-тип — стихические гетеро-фрагмобазидии;
7. Ustilago-тип — стихические гетеро-фрагмобазидии, образующиеся из телиоспор.

|                              | Холобазидии    | Фрагмобазидии | Фрагмобазидии     |
| Хиастобазидии                | Хиастобазидии  | Стихобазидии  |                   |
| Гомобазидии                  | Agaricus-тип   | —             | Auricularia-тип   |
| Гетеробазидии                | Tulasnella-тип | Tremella-тип  | Septobasidium-тип |
| Гетеробазидии с телиоспорами | Tilletia-тип   | —             | Ustilago-тип      |

Внутри этих типов существуют многочисленные вариации, отличающиеся количеством спор, расположением и ориентацией их на базидии, способом отделения спор, положением базидии относительно генеративной гифы, формой тела базидии и стеригм, наличием и расположением септ и др.

#### Agaricus-тип
Этот тип характерен для классов Агарикомицеты (Agaricomycetes) и Экзобазидиомицеты (Exobasidiomycetes), иногда встречаются у пукциниомицетов (Pucciniomycetes), тремелломицетов (Tremellomycetes).
Типичные четырёхспоровые базидии Agaricus-типа имеют мешковидную форму с округлым сечением в средней части и почти четырёхугольным сечением верхней части (апекса). Их верхушка представляет собой «площадку», в углах которой находятся 4 стеригмы, несущие споры в адаксиальной ориентации.
Двуспоровые базидии встречаются у многих шляпочных грибов и у родов Brachybasidium, Exobasidiellum, относящихся к экзобазидиомицетам.
Мультиспоровые характерны, например, для рода Botryobasidium и некоторых других агарикомицетов, а также для Microstroma из экзобазидиомицетов.
Плевробазидии Agaricus-типа встречаются у родов Botryobasidium, Xenasmatella и Erytrobasidium, относящегося к тремелломицетам. У Botryobasidium они шестиспоровые, а у Erytrobasidium двуспоровые.
Базидии с абаксиальной ориентацией спор характерны для представителей порядка экзобазидиальных (Exobasidiales) — Arcticomyces, Exobasidium, Muribasidiospora. У этих грибов могут также возникать в теле базидий вторичные поперечные септы, споры у Muribasidiospora также септированы (муральные).
Статисмоспоровые базидии характерны для гастеромицетов, иногда такой тип встречается у пукциниомицетов (Chionosphaera, Pachnocybe). У рода Тулостома (Tulostoma) стеригмы располагаются не апикально, а хаотически по всему телу базидии.

#### Tulasnella-тип
Такие базидии встречаются у класса Agaricomycetes, характерны для Tremellomycetes, Dacrymycetes.
Для типичных базидий этого типа характерны округлая (эллипсовидная) пробазидия и протостеригмы широкой веретеновидной (род Tulasnella) или более узкой и удлинённой шиловидной (Ceratobasidium) формы, расположенные на апикальной площадке. В последнем случае такие базидии трудно визуально отличить от Agaricus-типа. Всё же они отличаются бо́льшей длиной стеригм (являющихся здесь частями метабазидии) и утолщённой клеточной стенкой пробазидии.
Двуспоровые базидии иногда рассматриваются как самостоятельный Dacrymyces-тип, характерный для класса Dacrymycetes. Их тело состоит из вытянутой узкой пробазидии и двух протостеригм, приблизительно равных по размерам пробазидии, в целом тело имеет вытянутую вильчатую форму. Стенки пробазидии у этой вариации не утолщённые.
Вариация с полной метабазидией, как и предыдущая, может рассматриваться как отдельный Cystofilobasidium-тип, он характерен для порядка Cystofilobasidiales. Пробазидия у этого типа морфологически сходна с телиоспорой, но не способна к распространению. Она шаровидной формы с толстой оболочкой и имеет самостоятельное наименование склеробазидия. Прорастает цилиндрической метабазидией, несущей на апикальной площадке 4—6 спор, причём споры обычно ориентированы горизонтально и расположены по кругу, в целом эта структура напоминает венчик цветка.
Булавовидные многоспоровые базидии с полной метабазидией также иногда выделяют в отдельный Filobasidium-тип, кроме рода Filobasidium, встречающийся у Filobasidiella семейства дрожалковых (Tremellaceae). Пробазидия не имеет утолщённой клеточной стенки, она вытянутой цилиндрической или веретеновидной формы. Метабазидия сферической формы, несущая на коротких стеригмах 8 и более спор. У рода Filobasidiella споры почкуются, не отделяясь от базидии, и формируют длинные цепочки, которые затем образуют дрожжевую анаморфу — криптококк (Cryptococcus).

#### Tilletia-тип
Базидии Tilletia-типа распространены у класса Устомицеты (Ustilaginomycetes) (роды Entyloma, Neovossia, Tilletia), встречаются у экзобазидиомицетов (Melanotaenium) и класса Entorrhizomycetes. Споры у этих грибов могут иметь удлинённую веретеновидную или серповидную форму, вероятно, способствующую их распространению с потоками воды. Спор на базидии бывает различное число, но обычно больше четырёх. У рода Tilletia базидии, а у Ramphospora и споры разделяются вторичными поперечными септами. У родов Ramphospora, Pseudodoassania споры на базидии способны почковаться и образуют пучки вторичных споридий, расположенных на дистальном конце (противоположном месту прикрепления к базидии) такой споры.
Базидии Tilletia-типа с многоклеточными телиоспорами встречаются у представителей рода Entorrhiza и немногих устомицетов (Mycosyrinx). После мейоза пробазидия делится на четыре (Entorrhiza) или две (Mycosyrinx) клетки, каждая из которых затем прорастает. Такие базидии подобны базидиям с неполной метабазидией Tulasnella-типа, отличаются от них пропагативной пробазидией.

#### Tremella-тип
Типичные базидии этого типа имеют овальную пробазидию, разделённую продольными септами на четыре гаплоцита, каждый из которых прорастает одной цилиндрической протостеригмой с одной спорой. Они характерны для родов Эксидия (Exidia), Pseudohydnum, Tremella класса Tremellomycetes.
Базидии с неполными септами встречаются у родов Christiansenia, Sebacina, Tremellodendropsis. Пробазидия у них разделена только в верхней части, септы не доходят до её основания. Эта вариация считается переходным звеном между Tremella- и Tulasnella-типами.

#### Auricularia-тип
Внутри этого типа существуют разнообразные вариации. Такие базидии характерны для аурикуляриевых (Auriculariales), некоторых представителей пукциниомицетов, образующих дрожалковидные плодовые тела, классикуломицетов (Classiculomycetes), атрактиелломицетов (Atractiellomycetes), агарикостильбомицетов (Agaricostilbomycetes) и некоторых дрожалковых (Tremellales).
Типичные Auricularia-базидии встречаются у аурикуляриевых и родов пукциниомицетов Platygloea, Achroomyces. Их пробазидия веретеновидной формы разделена на 4 гаплоцита поперечными септами, обычно образующими цилиндрические протостеригмы; у рода Classiculomyces протостеригмы вздутой веретеновидной формы.
Спиралевидные плевробазидии Auricularia-типа известны у рода Phleogena (атрактиелломицеты).
Двуклеточные (двуспоровые) базидии встречаются у представителей атрактиелломицетов, например рода Stylbum.
Статисмоспоровые базидии с короткими стеригмами и сферическими спорами отмечены у родов Atractiella, Phleogena.
Мультиспоровые базидии узкой цилиндрической формы, каждый гаплоцит у них образует грозди из нескольких (около 8) спор. Такие базидии внешне похожи на некоторые конидиальные спороношения (конидиеносцы с ботриобластоконидиями). Они встречаются у агарикостильбомицетов.
Базидии с диагональными септами — уникальные структуры, нечто среднее между стихо- и хиастобазидиями. Они утолщённой веретеновидной формы, септы у них расположены под углом, близким к прямому, по отношению друг к другу и на продольном сечении базидии образуют Z-образную фигуру. Встречаются у некоторых представителей дрожалковых — Patouillardina, Sirobasidium.
Пропагативные базидии рода Sirobasidium образуются цепочками на генеративной гифе и отрываются до образования спор. В отличие от телиоспор, они не имеют толстостенной оболочки.

#### Septobasidium-тип
Этот тип отмечен у некоторых родов пукциниомицетов и у класса Cystobasidiomycetes . Считается вероятным, что он представляет собой древнейший план строения базидий.
Типичные Septobasidium-базидии состоят из непропагативной пробазидии овальной формы и веретеновидной метабазидии с четырьмя гаплоцитами. Наблюдается у родов Septobasidium, Jola, Eocronartium (пукциниомицеты) и Cystobasidium.
У вариации с плевральной пробазидией метабазидия формируется в основании, а не на верхушке пробазидии, которая имеет вид мешковидного придатка. Такая вариация характерна для рода Helicogloea.

#### Ustilago-тип
Типичные базидии характерны для родов устомицетов, таких, как Ustilago, Farysia, для некоторых экзобазидиомицетов — Tilletiaria, и многих представителей пукциниомицетов — Pileolaria, Uromyces, Trachyspora, Ustilentiloma, Sphacellotheca и других. Сферическая толстостенная телиоспора этих грибов прорастает веретеновидной метабазидией, состоящей из 3—4 гаплоцитов. У многих видов базидиоспоры на базидии способны почковаться, а иногда и копулировать, после чего дают начало сразу дикариотическому мицелию.
Базидии с отделяющимися метабазидиями известны у порядка Microbotryales, род Microbotryum. Они имеют трёхклеточные метабазидии, которые продуцируют почкующиеся споры только после отделения от пробазидий.
Вариация с двуклеточными метабазидиями характерны для рода Anthracoidea. Каждый из двух гаплоцитов у этих грибов образует 1—2 базидиоспоры.
Многоклеточные телиоспоры встречаются у многих ржавчинных грибов (Pucciniomycetes). У рода Пукциния (Puccinia) они состоят из двух клеток, у Triphragmium — из трёх, у Ochrispora — из четырёх, у Phragmidium число клеток телиоспоры — 5—8, у Xenodonchus более восьми. Такие телиоспоры имеют крупный размер и разнообразны по строению. Каждая их клетка представляет собой отдельную пробазидию, прорастающую четырёхспоровой метабазидией.
Телиоспоры с редуцированной метабазидией известны у нескольких родов пукциниомицетов, например, Coleosporium. Мейоз у них осуществляется внутри оболочки веретеновидной телиоспоры, которая затем формирует гаплоциты, прорастающие односпоровыми стеригмами. Это переходный вариант, имеющий признаки как гетеро-, так и гомобазидии, при этом сохраняется пропагативная функция пробазидии.

#### Нетипичные базидии
Половые спороношения некоторых базидиомицетов обладают уникальными особенностями, они могут быть сходны по некоторым признакам с асками или вовсе не имеют аналогов. Такие структуры обычно не называют базидиями, а применяют к ним общий для половых спороношений термин мейоспорангии.
Мейоспорангии у рода Acervulocpora (класс Pucciniomycetes) развиваются по Auricularia-типу, но развитие прекращается на стадии образования гаплоцитов. Гаплоциты отделяются друг от друга и целиком выполняют функцию базидиоспор. Сходные мейоспорангии имеет род Tetragoniomyces (порядок дрожалковых), они отличаются гаплоцитами, формирующимися в тетраэдрах, а не рядами в веретеновидной структуре.
Род Sporidiobolus из класса Microbotryomycetes образует структуры, сходные с базидиями Ustilago-типа, однако они могут давать как экзогенные, так и эндогенные споры. Такие мейоспорангии могут быть смешанными, то есть часть гаплоцитов у них формируют типичные базидиоспоры, а другие — эндогенные споры.
Мейоспорангии рода Graphiola из порядка экзобазидальных (Exobasidiales) сходны с базидиями Auricularia-типа, но способны к неограниченному росту. Все клетки генеративной гифы, начиная с терминальной, преобразуются в метабазидии, которые затем формируют множество статисмоспор.
Род Mixia из подотдела Pucciniomycotina образует крупные конусовидные структуры, на всей поверхности которых развивается большое число спор.

## Морфология базидий и систематика базидиомицетов
В XX веке в систематике базидиомицетов признаки строения базидий использовались для выделения подклассов в классе Basidiomycetes, после повышения базидиомицетов до ранга подотдела (в 1970-х годах) эти подклассы стали классами. Параллельно существовали две близкие системы. Согласно одной из них, предложенной в 1900 году Н. Т. Патуйяром, базидиомицеты разделяли на подклассы Гомобазидиомицеты (Homobasidiomycetidae) и Гетеробазидиомицеты (Heterobasidiomycetidae); другая система, сторонником которой был Э. А. Гёйманн, включала подклассы Холобазидиомицеты (Holobasidiomycetidae) и Фрагмобазидиомицеты (Phragmobasidiomycetidae) (позже — классы Homobasidiomycetes и Heterobasidiomycetes или Holobasidiomycetes и Phragmobasidiomycetes). В 1971 году П. Талботом был введён новый класс Телиомицеты Teliomycetes, объединивший грибы с базидиями, вырастающими из телиоспор. В 1983 году Г. Крайзелем разработана система, учитывающая не только строение базидий, но и комплекс признаков, в который входит также строение септы, наличие пряжек мицелия, особенности жизненного цикла, тип полового процесса, наличие плодовых тел. Из «старых» классов в системе Крайзеля были сохранены только телиомицеты. С 1990-х годов разрабатывается система, в основу которой положена система Крайзеля, но учитываются также данные молекулярно-филогенетических исследований. В новой систематике класс Teliomycetes уже не используется. Строение базидий, однако, продолжает играть важную роль в комплексе признаков, используемом в современной систематике.